# Jean Stapleton
Jean Stapleton, właśc. Jeanne Murray (ur. 19 stycznia 1923 w Nowym Jorku, zm. 31 maja 2013 tamże) – amerykańska aktorka filmowa i telewizyjna.

## Filmografia
seriale
- 1948: The Philco Television Playhouse
- 1960: My Three Sons
- 1971: All in the Family jako Edith Bunker
- 1993: Grace w opałach jako ciotka Vivian
- 1996: Wszyscy kochają Raymonda jako ciocia Alda

film
- 1958: Czego pragnie Lola jako siostra Miller
- 1971: Zimny indyk jako pani Wappler
- 1991: Ogień w ciemności jako Henny
- 2001: Pursuit of Happiness jako Lorraine

## Nagrody i nominacje
Została dwukrotnie uhonorowana nagrodą Złotego Globu i trzykrotnie nagrodą Emmy, a także otrzymała siedmiokrotnie nominację do nagrody Złotego Globu i siedmiokrotnie do nagrody Emmy.